# Katherine Corey
Katherine Corey, död 1692, var en engelsk skådespelare. Hon tillhörde de första kvinnliga skådespelarna i England sedan yrket där hade öppnats för kvinnor år 1660.
Hon var engagerad vid King's Company 1660-1682 och sedan på United Company 1682-1692. Hon var uppskattad inom särskilt komiska roller som stränga guvernanter, gummor och mödrar.